# Anolis distichus
Anolis distichus är en ödleart som beskrevs av  Cope 1861. Anolis distichus ingår i släktet anolisar, och familjen Polychrotidae.

## Underarter
Arten delas in i följande underarter:
- A. d. distichus
- A. d. aurifer
- A. d. biminiensis
- A. d. dapsilis
- A. d. distichoides
- A. d. dominicensis
- A. d. favillarum
- A. d. floridanus
- A. d. ignigularis
- A. d. juliae
- A. d. ocior
- A. d. patruelis
- A. d. properus
- A. d. ravitergum
- A. d. sejunctus
- A. d. suppar
- A. d. tostus
- A. d. vinosus

## Bildgalleri

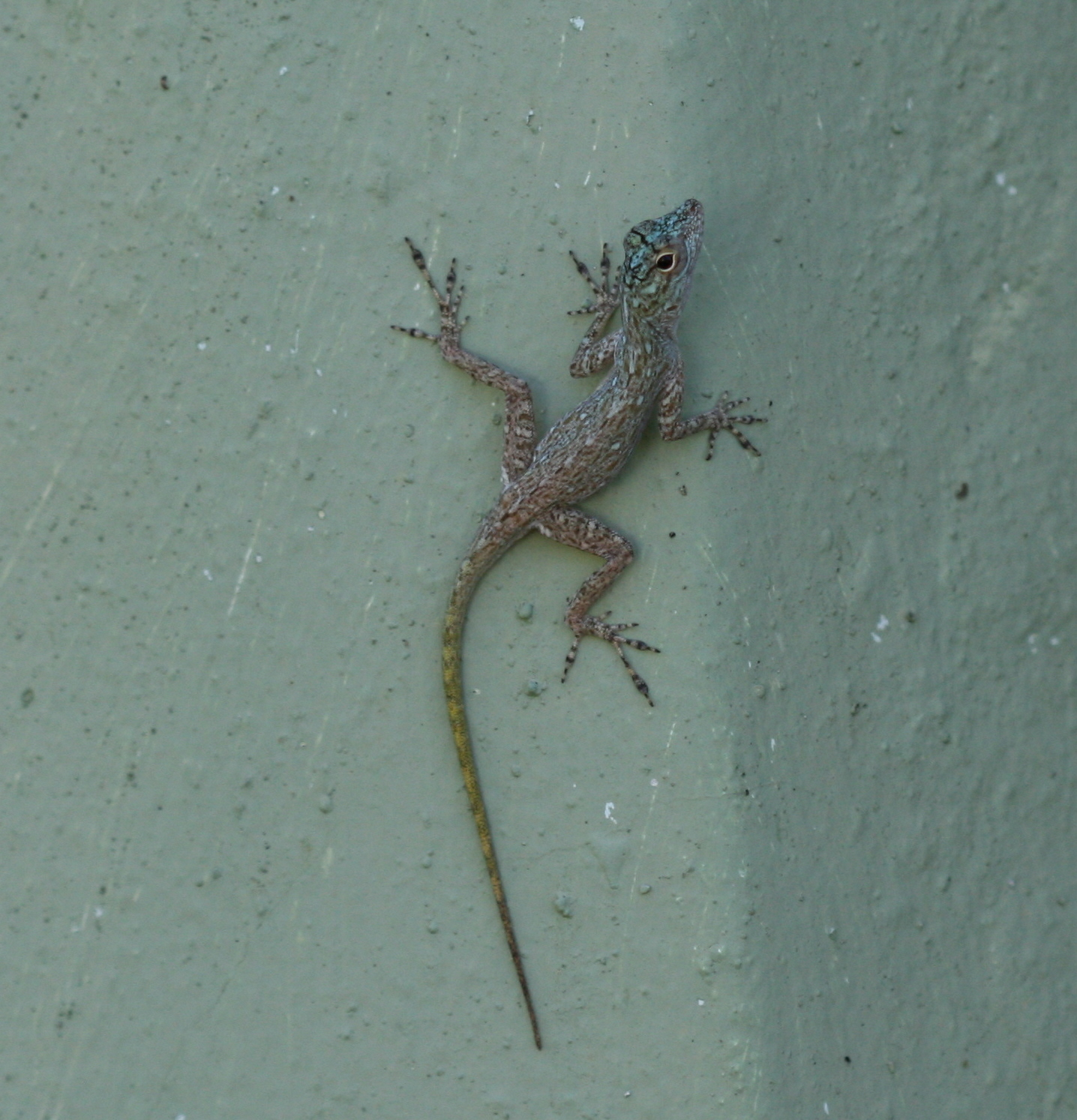
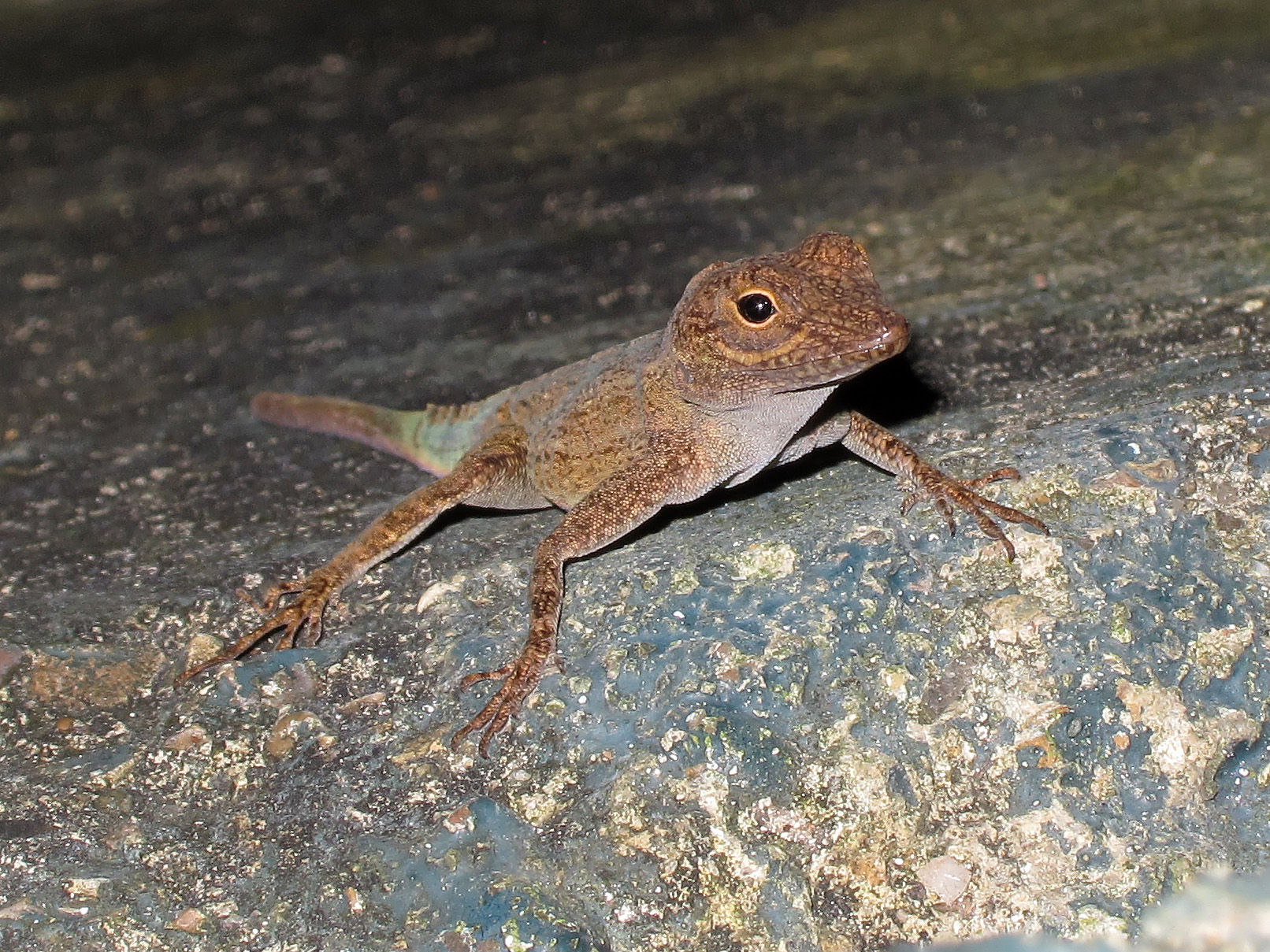
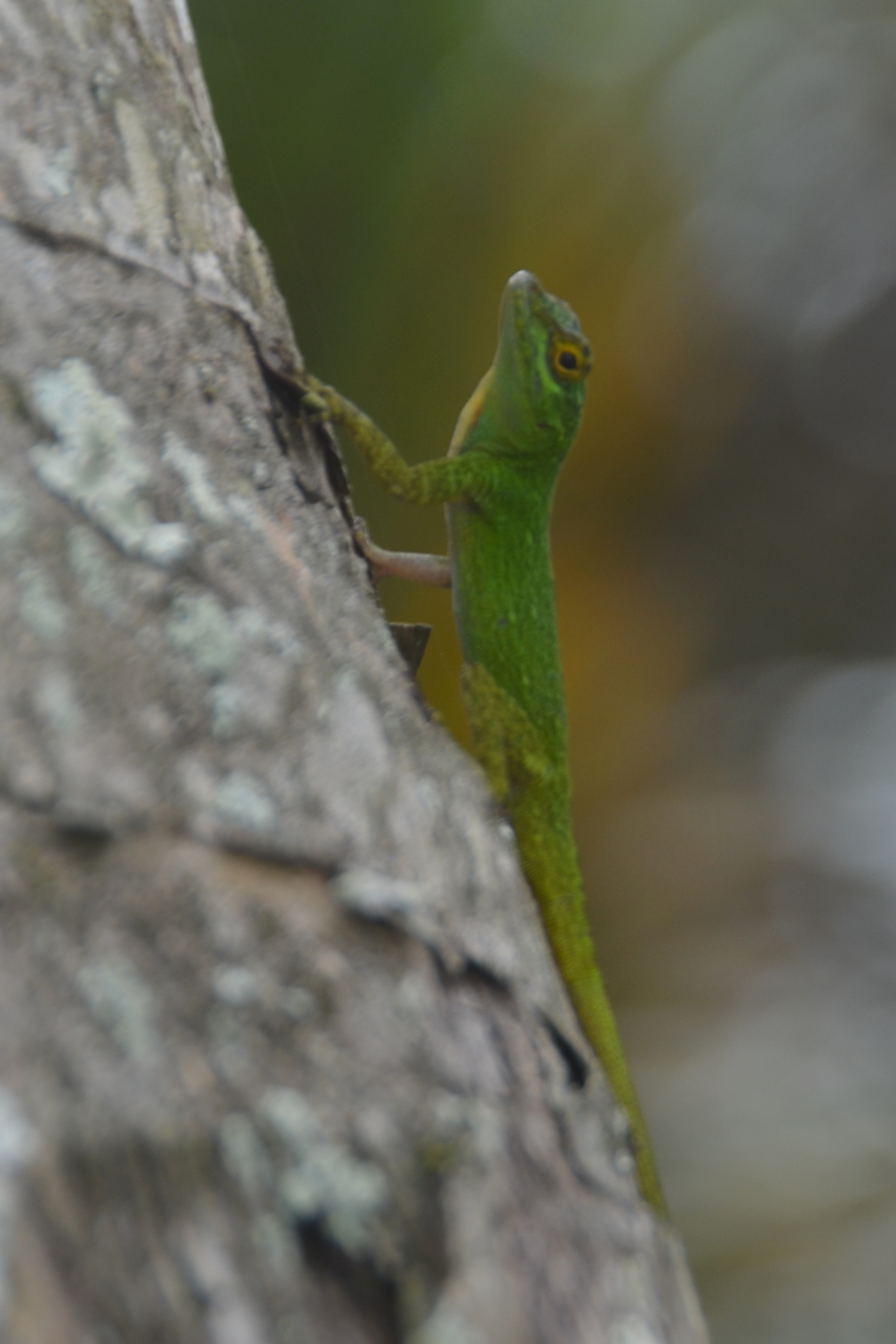
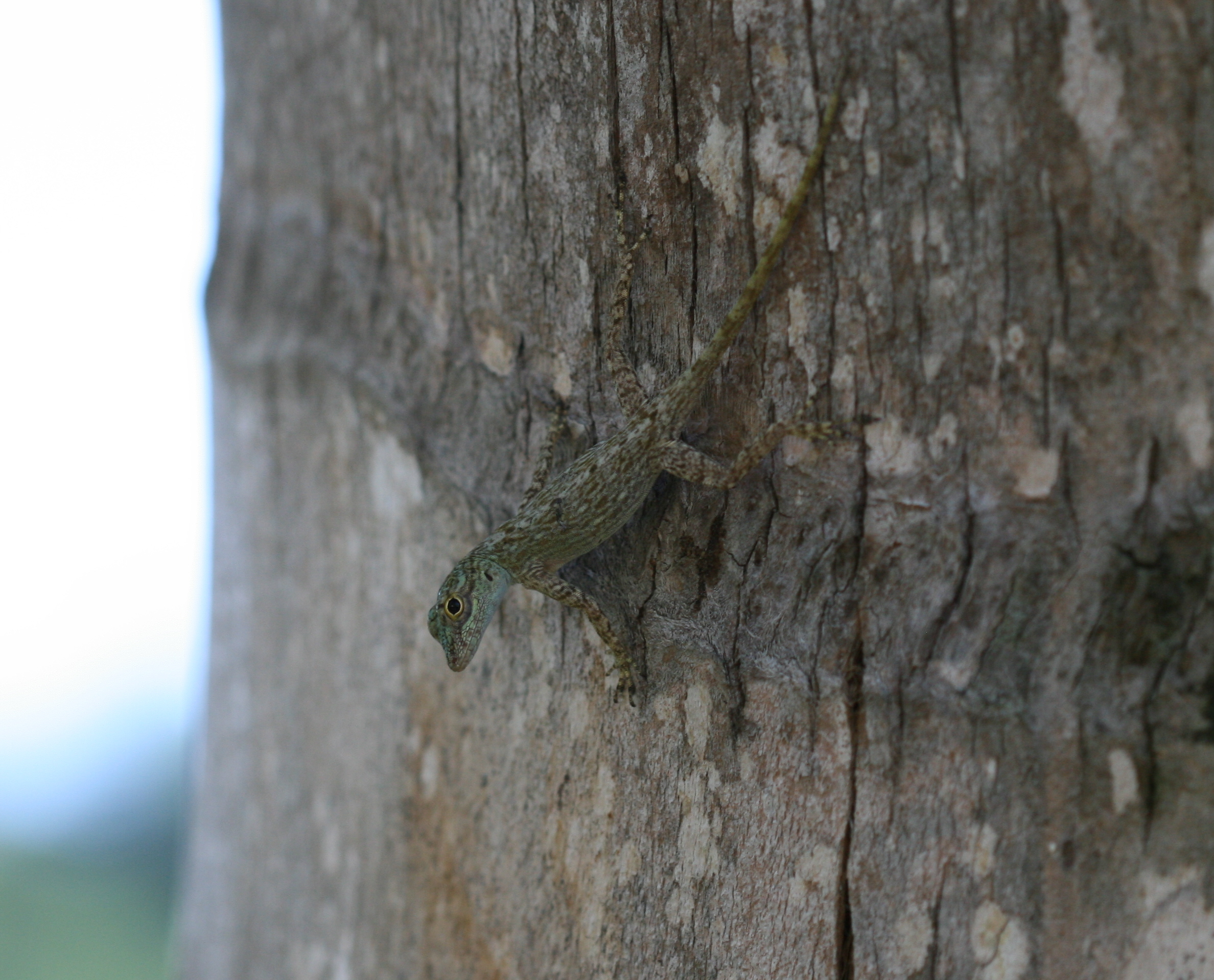
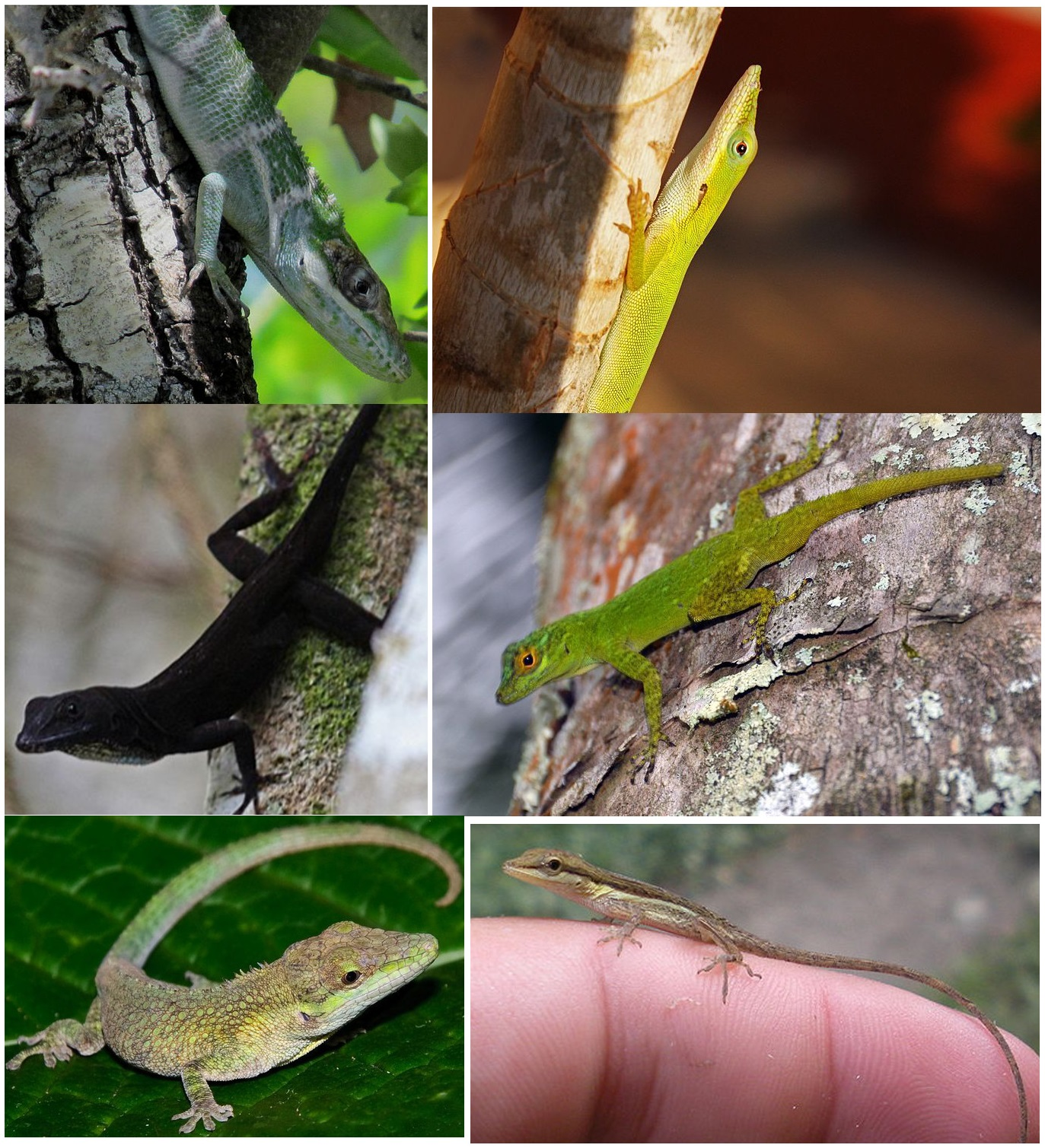
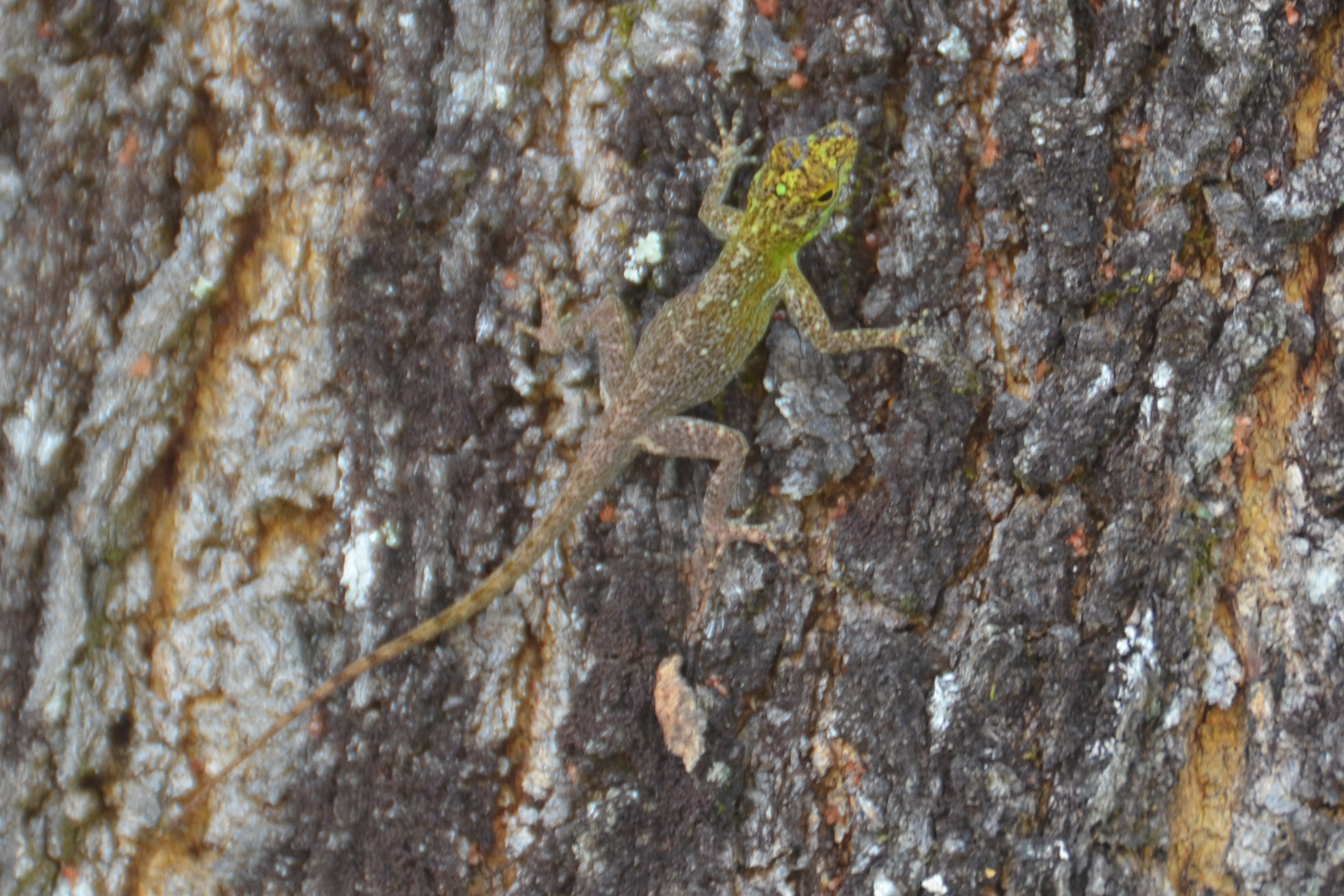